# N’oubliez jamais
N'oubliez jamais – piosenka Joe Cockera, wydana w 1997 roku jako singel promujący album Across from Midnight.

## Powstanie i treść
Utwór został napisany przez Jima Cregana i Russella Kunkela. W teledysku do utworu wystąpiła francuska aktorka Catherine Deneuve.
Tytuł piosenki oznacza po francusku „nigdy nie zapomnij”. Piosenka opowiada o młodzieńczym buncie i pierwszych miłościach. Poprzez odniesienie do muzyki wyrażone jest w niej także odrzucenie żądania radykalnej zmiany.

## Pozycje na listach przebojów
| Lista             | Pozycja | Źródło |
| ----------------- | ------- | ------ |
| Austria           | 11      | [ 4 ]  |
| Belgia (Flandria) | 14      | [ 4 ]  |
| Belgia (Walonia)  | 7       | [ 4 ]  |
| Francja           | 10      | [ 4 ]  |
| Holandia          | 72      | [ 4 ]  |
| Niemcy            | 61      | [ 4 ]  |
| Polska            | 7       | [ 5 ]  |